# Tome des Bauges
La tome des Bauges è un formaggio francese prodotto nelle Prealpi dei Bauges in Savoia.
Beneficia dal 2002 di una Denominazione di Origine Controllata (Appellation d'origine contrôlée, AOC).
È un formaggio a base di latte crudo, a pasta pressata non cotta con crosta grigia irregolare e tomentosa derivante dalla presenza di Mucor (e definita a pelo di gatto, ovvero poil de chat). Le forme hanno un diametro tra 18 e 20 cm e pesano 1,1 - 1,4 kg ciascuna. È prodotto con latte di mucca di razza abondance, montbéliarde e savoiarda.